# 張美仁愛
張美仁愛（韓語：장미인애，1984年5月28日—），韓國女演員、模特兒，2020年宣佈息影。

## 名字釋義
「張美仁愛」是媽媽給她起的本名，韓語意思是「玫瑰的孩子」，希望她像玫瑰一樣美麗、健康地成長。

## 演出作品

### 電視劇
- 2004年：MBC《男生女生向前走》
- 2005年：MBC《菜鳥上班族》
- 2005年：MBC《彩虹羅曼史》
- 2006年：MBC《靈魂伴侶》
- 2007年：MBC《幸福的女人》飾演 趙荷英
- 2011年：KBS《福熙姐》飾演 韓福熙
- 2012年：MBC《想你》飾演 金恩珠
- 2019年：KBS《鄰家律師趙德浩2：罪與罰》飾演 張順任（特別出演）

### 電影
- 2006年：《青春漫畫》
- 2012年：《90分鐘》

## 外部連結
- NAVER搜索 （页面存档备份，存于）